# Alli Willow
Alli Willow é uma atriz franco-brasileira que atua no Brasil.

## Carreira
Nascida em Paris, filha de um americano com uma armênia de ascendência queniana, desde os cinco anos de idade fez filmes publicitários e se formou na escola de teatro musical Centre International de Jazz de Rick Odums em Paris em 2012. Com 17, foi estudar na Lee Strasberg Theatre and Film Institute em Nova Iorque. Fez um curso de 6 meses na Stella Adler e Lucid Body. Atuou em Gypsies in Americas, uma série da Discovery e Intime Conviction da ARTE em Paris. Chegou ao Brasil em 2014.

## Filmografia
| Ano  | Título                      | Personagem        | Notas                     |
| ---- | --------------------------- | ----------------- | ------------------------- |
| 2014 | Intime conviction           |                   | Filme para Tv             |
| 2015 | Amorteamo                   | Russa             |                           |
| 2015 | Mister Brau                 | Aline             | Temporada 1, episódio 7   |
| 2016 | Velho Chico                 | Julie             | Telenovela                |
| 2017 | Rock Story                  | Turista americana | Telenovela                |
| 2019 | Bacurau                     | Kate              |                           |
| 2019 | Três Verões                 | Jessy             |                           |
| 2019 | O Escolhido                 | Angelina          |                           |
| 2020 | Coisa Mais Linda            | Isabelle Bresson  | Episódio "Só as mulheres" |
| 2020 | Protesys                    |                   | Curta-metragem            |
| 2024 | O Jogo que Mudou a História | Emily             |                           |